# James Bond (Ornithologe)

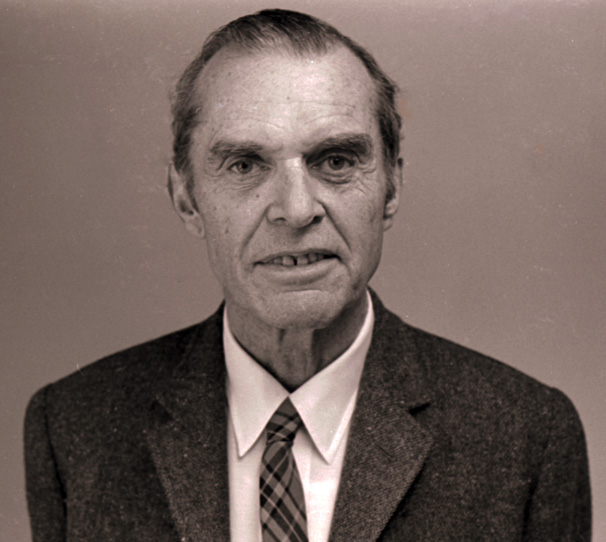
James Bond (1974)

James Bond (* 4. Januar 1900 in Philadelphia, Pennsylvania; † 14. Februar 1989 ebenda) war ein US-amerikanischer Ornithologe, dessen Name den Autor Ian Fleming zur Namensgebung seiner Geheimagenten-Figur James Bond inspirierte.

## Wirken als Ornithologe
James Bond wurde in Philadelphia geboren und arbeitete dort an der Academy of Natural Sciences als Kurator der Vogelsammlung. Er war ein Experte auf dem Gebiet der karibischen Vogelarten und veröffentlichte 1936 die erste Ausgabe des Buchs Birds of the West Indies, welches heute noch als Standardwerk gilt und in der fünften Auflage erhältlich ist. Bis zum Erscheinen von A Guide to the Birds of the West Indies 1998 (Herbert Raffaele et al.) war Bonds Buch das einzige, das ausschließlich die karibische Vogelfauna behandelte. Bond erhielt die Musgrave-Medaille des Institute of Jamaica (1952), die William-Brewster-Medaille der amerikanischen ornithologischen Union (1954) für sein Opus magnum Field guide to birds of the West Indies: a guide to all the species of birds known from the Greater Antilles, Lesser Antilles and Bahama Islands und die Leidy-Medaille der Academy of Natural Sciences (1975). Bond arbeitete häufig mit Rodolphe Meyer de Schauensee zusammen. Er starb im Alter von 89 Jahren im Chestnut Hill Hospital der Stadt Philadelphia an einem langjährigen Krebsleiden.
Im Jahr 1953 heiratete Bond Mary Fanning Wickham Porcher Lewis, die Witwe eines berühmten Anwalts aus Philadelphia. Diese publizierte 1966 das Buch How 007 Got His Name: Mrs James Bond.

## Dedikationsnamen

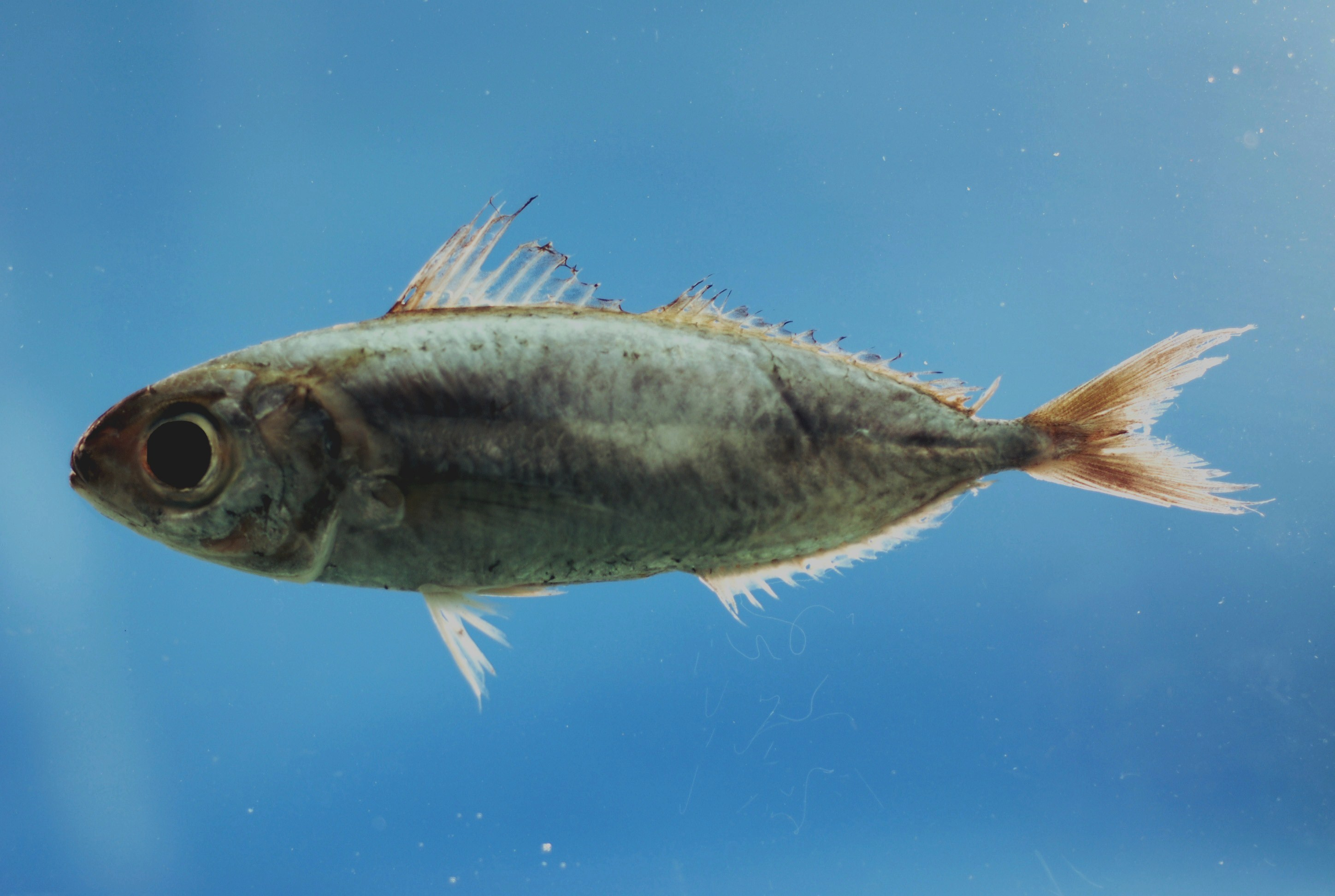
Ariomma bondi

Bond sammelte bereits in den 1920er Jahren zahlreiche Fische in Grenada. Darunter wurden zwei neue Arten entdeckt, die nach ihm benannt sind: Ariomma bondi Fowler 1930 und Malacoctenus bondi Fowler 1930.
1937 beschrieb Rodolphe Meyer de Schauensee (1901–1984) die neue Art Dicrurus bondi, die später zu einer Unterart des Graudrongo (Dicrurus leucophaeus bondi) herabgestuft wurde.
Eine Unterart der Sabiadrossel wurde 1951 von Herbert Girton Deignan (1906–1968) nach Bond benannt: Turdus fumigatus bondi.
Kenneth Carroll Parkes (1922–2007) und Allan Robert Phillips (1914–1996) widmeten Bond 1978 eine Unterart der Schleiereule: Tyto alba bondi.

## Von Bond beschriebene Taxa
Bond beschrieb – teils alleine, teils in Zusammenarbeit mit Meyer de Schauensee – eine Gattung sowie mehrere Arten und Unterarten: Xenoligea Bond, 1967; Zwergvireo, Vireo nelsoni Bond, 1936; Hornhokko, Pauxi unicornis (Bond & Meyer de Schauensee, 1939); Graukehltapaculo, Scytalopus zimmeri Bond & Meyer de Schauensee, 1940; Karibenvireo, Vireo caribaeus Bond & Meyer de Schauensee, 1942; Tolimataube, Leptotila conoveri Bond & Meyer de Schauensee, 1943; Goldwaldsänger, Dendroica petechia babad Bond, 1927; Goldstirnspecht, Melanerpes aurifrons insulanus (Bond, 1936); Yucatánspecht,  Melanerpes pygmaeus tysoni (Bond, 1936); Braunschopftyrann, Myiarchus tyrannulus insularum Bond, 1936; Braunflügelguan, Ortalis vetula deschauenseei Bond, 1936; Rotnacken-Buschammer, Atlapetes rufinucha carrikeri Bond & Meyer de Schauensee, 1939; Wachtelammer, Myospiza humeralis tarijensis Bond & Meyer de Schauensee, 1939; Schwarzschnabel-Reisknacker, Oryzoborus atrirostris gigantirostris Bond & Meyer de Schauensee, 1939; Mantelkardinal, Paroaria capitata fuscipes Bond & Meyer de Schauensee, 1939; Lachsschnabelsaltator, Saltator aurantiirostris hellmayri Bond & Meyer de Schauensee, 1939; Meisenpitpit, Xenodacnis parina bella Bond & Meyer de Schauensee, 1939; Meisenpitpit, Xenodacnis parina petersi Bond & Meyer de Schauensee, 1939; Graubrust-Buschtangare, Chlorospingus semifuscus livingstoni Bond & Meyer de Schauensee, 1940; Fuchsschlüpfer, Cranioleuca vulpina foxi Bond & Meyer de Schauensee, 1940; Strichelfaulvogel, Nystalus striolatus torridus Bond & Meyer de Schauensee, 1940; Braunschwanzsittich, Pyrrhura melanura chapmani Bond & Meyer de Schauensee, 1940; Zimtkopfspecht, Celeus spectabilis exsul Bond & Meyer de Schauensee, 1941; Weißkehleule, Megascops albogularis remotus (Bond & Meyer de Schauensee, 1941); Graubraun-Kleintyrann, Phaeomyias murina ignobilis Bond & Meyer de Schauensee, 1941; Azaradickichtschlüpfer, Synallaxis azarae samaipatae Bond & Meyer de Schauensee, 1941; Blauflecktangare, Thraupis sayaca boliviana Bond & Meyer de Schauensee, 1941; Rostflügelcanastero, Thripophaga fusciceps dimorpha Bond & Meyer de Schauensee, 1941; Zebrazwergspecht, Picumnus cirratus thamnophiloides Bond & Meyer de Schauensee, 1942; Graukronen-Schnäppertyrann, Myiophobus pulcher oblitus Bond, 1943; Schwarzkappensittich, Pyrrhura rupicola sandiae Bond & Meyer de Schauensee, 1944; Bronzeolivtyrann, Pseudotriccus pelzelni peruvianus Bond, 1947; Tolmomyias viridiceps zimmeri Bond, 1947; Starkschnabel-Baumsteiger, Xiphocolaptes promeropirhynchus solivagus Bond, 1950; Teichralle, Gallinula chloropus barbadensis Bond, 1954; Braunohr-Zwergspecht, Picumnus sclateri porcullae Bond, 1954; Silberhakenschnabel, Diglossopis caerulescens media (Bond, 1955); Dunkelbrust-Dickichtschlüpfer, Synallaxis albigularis rodolphei Bond, 1956; Schmätzertangare, Calyptophilus tertius neibei Bond & A. Dod, 1977.

## Bond als Namensgeber
Ian Fleming, der sich als eifriger Vogelbeobachter betätigte, als er in Jamaika lebte, kannte Bonds Buch und wählte den Namen seines Autors für den Protagonisten seiner Geschichte Casino Royale, weil ihm der Name „so gewöhnlich wie möglich“ erschien. Fleming schrieb Bonds Ehefrau: „Es fiel mir auf, dass dieser kurze, unromantische, angelsächsische und vor allem maskuline Name genau das war, was ich brauchte, und so wurde ein zweiter James Bond geboren.“ Teile des Werkes verarbeitete Fleming in der Kurzgeschichte For Your Eyes Only, eine präzise Beschreibung des Aussehens und Balzverhaltens des doctor humming-bird (Trochilus polytmus).
Im zwanzigsten Film der James-Bond-Reihe (Stirb an einem anderen Tag) gibt sich der Geheimagent James Bond auf Kuba als Ornithologe aus und hat das Buch des echten James Bond dabei.
Persönlich kennengelernt hat Ian Fleming den Namensgeber seines fiktionalen Agenten am 5. Februar 1964. Der Ornithologe besuchte ihn in seinem Anwesen Goldeneye auf Jamaika. Als Geschenk übergab Ian Fleming dem Vogelkundler seinen neuesten James-Bond-Roman, der die Widmung “To the real James Bond, from the thief of his identity” (deutsch: „Dem wahren James Bond vom Diebe seiner Identität“) trug.
Dieses Buch wurde im Dezember 2008 für 84.000 US-Dollar versteigert.

## Werke
- Nesting of the Harpy Eagle (Thrasaetus Harpyia), The Auk, Vol. 44, No. 4, 1927, S. 562–563
- A New Golden Warbler from the Island of St. Lucia, B. W. I., The Auk, Vol. 44, No. 4, 1927, S. 571–572
- A remarkable West Indian Goatsucker, The Auk, Vol. 45, No. 4, 1928, S. 471–474
- The distribution and habits of the birds of the Republic of Haiti, Proceedings of the Academy of Natural Sciences of Philadelphia, Vol. 80, 1928, S. 483–521
- On the birds of Dominica, St. Lucia, St. Vincent, and Barbados, B.W.I., Proceedings of the Academy of Natural Sciences of Philadelphia, Vol. 80, 1928, S. 523–542
- The rediscovery of the St. Lucian Black Finch (Melanospiza richardsoni), The Auk, Vol. 46, No. 4, 1929, S. 523–526
- Notes on the Birds of St. Croix, U. S. V. I., The Auk, Vol. 47, No. 2, 1930, S. 270–271
- Notes on Some Birds from St. Lucia, B. W. I, The Auk, Vol. 49, No. 4, 1932, S. 496
- The Cuban Nightjar (Antrostomus C. Cubanensis) in the Isle of Pines, The Auk, Vol. 51, No. 4, 1934, S. 523
- The Status of the Great Blue Heron in the West Indies, The Auk, Vol. 52, No. 1, 1935, S. 76–77
- Lincoln's Sparrow (Melospiza L. Lincolni) Nesting Near Bangor, Maine, The Auk, Vol. 52, No. 1, 1935, S. 95–96
- The Name of the Antiguan Bullfinch, The Auk, Vol. 53, No. 2, 1936, S. 221
- Vireo Nelsoni Bond, The Auk, Vol. 53, No. 4, 1936, S. 458
- Resident birds of the Bay Islands of Spanish Honduras, Proceedings of the Academy of Natural Sciences of Philadelphia, Vol. 88, 1936, S. 353–364
- Willow Thrush in the Magdalen Islands, The Auk, Vol. 54, No. 1, 1937, S. 102
- New Records for Spanish Honduras, The Auk, Vol. 54, No. 1, 1937, S. 102
- Lincoln's Sparrow Nesting in Maine, The Auk, Vol. 54, No. 1, 1937, S. 102–103
- The Cape May warbler in Maine, The Auk, Vol. 54, No. 3, 1937, S. 306–308
- West Indian Orioles of the Genus Icterus, The Auk, Vol. 55, No. 3, 1938, S. 544
- Notes on birds from West Indies and other Caribbean islands, Notulae Naturae, Number 13, 1939, S. 1–6
- mit Rodolphe Meyer de Schauensee: Descriptions of new birds from Bolivia. Part I. –  Oscines. In: Notulae Naturae. Nr. 12, 15. Juni 1939, S. 1–5 (books.google.de).
- mit Rodolphe Meyer de Schauensee: Descriptions of new birds from Bolivia. Part II – A new species of the genus Pauxi. In: Notulae Naturae. Nr. 29, 24. Oktober 1939, S. 1–3 (books.google.de).
- Some Birds from Montserrat, British West Indies, The Auk, Vol. 56, No. 2, 1939, S. 193–195
- On a Specimen of Sporophila Cinnamomea (Lafresnaye), The Auk, Vol. 56, No. 4, 1939, S. 481
- Check-list of Birds of the West Indies,  Waverly Press, 1. Auflage, 1940
- Zusammen mit Rodolphe Meyer de Schauensee: On some birds from Southern Colombia, Proceedings of the Academy of Natural Sciences of Philadelphia, Vol. 92, 1940, S. 153–169
- mit Rodolphe Meyer de Schauensee: Descriptions of new birds from Bolivia. Part III. –  Mesomydi [Mesomyodi]. In: Notulae Naturae. Nr. 44, 5. April 1940, S. 1–4 (books.google.de).
- Bahama Pintail and Cinnamon Teal in Cuba, The Auk, Vol. 57, No. 3, 1940, S. 412
- Identity of United States Specimens of Fork-tailed Flycatcher , The Auk, Vol. 57, No. 3, 1940, S. 418–419
- Zusammen mit Carroll Sargent Tyson: Birds of Mt. Desert island, Acadia national park, Maine, The Academy of Natural Sciences of Philadelphia, 1941
- Zusammen mit Rodolphe Meyer de Schauensee: Descriptions of new birds from Bolivia. Part IV, Notulae Naturae, Number 93, 1941, S. 1–7
- Zusammen mit Rodolphe Meyer de Schauensee: The birds of Bolivia, Academy of Natural Sciences of Philadelphia, 1942
- Some West Indian Birds' Eggs, The Auk, Vol. 58, No. 1, 1941, S. 109–110
- Nidification of the birds of Dominica, B.W.I, The Auk, Vol. 58, No. 3, 1941, S. 364–375
- Zusammen mit George Vanderbilt, Rodolphe Meyer de Schauensee: Results of the Fifth George Vanderbilt expedition (1941): (Bahamas, Caribbean sea, Panama, Galápagos archipelago and Mexican Pacific islands), Monograph (Academy of Natural Sciences of Philadelphia), Ausgabe 6, 1941
- Additional Notes on West Indian Birds, Proceedings of the Academy of Natural Sciences of Philadelphia, Vol. 94, 1942, S. 89–106
- Notes on the Devil Owl, The Auk, Vol. 59, No. 2, 1942, S. 308–309
- Zusammen mit Rodolphe Meyer de Schauensee: A new species of dove of the genus Leptotila from Columbia, Notulae Naturae, Number 122, 1943, S. 1–2
- Nidification of the passerine birds of Hispaniola, The Wilson Bulletin, Vol. 55, No. 2, 1943, S. 115–125
- A New flycatcher of the genus Myiophobus from Peru, Notulae Naturae, Number 127, 1943, S. 1–2
- Zusammen mit Rodolphe Meyer de Schauensee, A new race of Pyrrhura rupicola from Peru, Notulae Naturae, Number 138, 1944, S. 1–2
- Notes on the Arrow-Headed Warbler, The Wilson Bulletin, Vol. 56, No. 3, 1944, S. 172–173
- Check-list of Birds of the West Indies, Waverly Press, 2. Auflage, 1945
- Identity of Catesby's Tropic-Bird, The Auk, Vol. 62, No. 4, 1945, S. 660
- Field guide to birds of the West Indies: a guide to all the species of birds known from the Greater Antilles, Lesser Antilles and Bahama Islands, Macmillan, 1947
- A Second Specimen of Tangara Gouldi (Sclater), The Auk, Vol. 64, No. 1, 1947, S. 128
- Origin of the bird fauna of the West Indies, The Wilson Bulletin, Vol. 60, No. 4, 1948, S. 207–229
- Identity of Trinidad Barn Owls, The Auk, Vol. 66, No. 1, 1949, S. 91
- Check-list of Birds of the West Indies, Waverly Press, 3. Auflage, 1950
- Additional notes on West Indian birds, Notulae Naturae, Number 148, 1945, S. 1–4
- A New Woodhewer, Xiphocolaptes, from Peru, The Auk, Vol. 67, No. 2, 1950, S. 240–241
- Vireo Solitarius in Honduras, The Auk, Vol. 67, No. 3, 1950, S. 395
- A Large Sandpiper Clutch, The Wilson Bulletin, Vol. 62, No. 2, 1950, S. 93
- Some Remarks on West Indian Icteridae, The Wilson Bulletin, Vol. 62, No. 4, 1950, S. 216–217
- First supplement to the check-list of birds of the West Indies, Academy of Natural Sciences of Philadelphia, 1951
- Taxonomic notes on South American birds, The Auk, Vol 68, No. 4, 1951, S. 527–529
- Birds of Turneffe and Northern Two Cays British Honduras, Notulae Naturae, Number 260, 1954, S. 1–10
- Notes on peruvian Icteridae, Vireonidae and Parulidae, Notulae Naturae, Number 255, 1953, S. 1–15
- A new race of Gallinula chloropus from Barbados,  Notulae Naturae, Number 264, 1954, S. 1
- Notes on Peruvian Piciformes, Proceedings of the Academy of Natural Sciences of Philadelphia, Vol. 106, 1954, S. 45–61
- Notes on Peruvian Coerebidae and Thraupidae, Proceedings of the Academy of Natural Sciences of Philadelphia, Vol. 107, 1955, S. 35–55
- A New Race of Least Bittern from Peru, The Auk, Vol. 72, No. 2, 1955, S. 208–209
- Additional notes on Peruvian birds. II., Proceedings of the Academy of Natural Sciences of Philadelphia, 108, 1956, S. 227–247
- Nesting of the Pygmy Palm-swift, The Auk, Vol. 73, No. 3, 1956, S. 475
- Second supplement to the check-list of birds of the West Indies (1956), Academy of Natural Sciences of Philadelphia, 1957
- Notes on the White-breasted Thrasher, The Auk, Vol. 74, No. 2, 1957, S. 259–260
- Third supplement to the Check-list of the Birds of the West Indies (1956) , Academy of Natural Sciences of Philadelphia, 1958
- Fourth supplement to the Check-list of the Birds of the West Indies (1956) , Academy of Natural Sciences of Philadelphia, 1959
- Fifth supplement to the Check-list of the Birds of the West Indies (1956) , Academy of Natural Sciences of Philadelphia, 1960
- Zusammen mit Sidney Dillon Ripley: The Black Noddy at Los Roques, Venezuela, The Auk, Vol. 77, No. 4, 1960, S. 473–474
- Sixth supplement to the Check-list of the Birds of the West Indies (1956) , Academy of Natural Sciences of Philadelphia, 1961
- Extinct and near extinct birds of the West Indies, Research report, Ausgabe 4, International Committee for Bird Preservation. Pan American Section, 1961
- Seventh supplement to the Check-list of the Birds of the West Indies (1956) , Academy of Natural Sciences of Philadelphia, 1962
- A new Blue Jay (Cyanocitta cristata) from Newfoundland, Proceedings of the Biological Society of Washington, Vol. 75, No 2, 1962, S. 205–206
- Eighth supplement to the Check-list of the Birds of the West Indies (1956) , Academy of Natural Sciences of Philadelphia, 1963
- Ninth supplement to the Check-list of the Birds of the West Indies (1956) , Academy of Natural Sciences of Philadelphia, 1963
- White-tailed Kite in Nicaragua, The Auk, Vol. 81, No. 2, 1964, S. 230
- Tenth supplement to the Check-list of the Birds of the West Indies (1956) , Academy of Natural Sciences of Philadelphia, 1965
- Eleventh supplement to the Check-list of the Birds of the West Indies (1956) , Academy of Natural Sciences of Philadelphia, 1966
- Twelfth supplement to the Check-list of the Birds of the West Indies (1956) , Academy of Natural Sciences of Philadelphia, 1967
- Thirteenth supplement to the Check-list of the Birds of the West Indies (1956) , Academy of Natural Sciences of Philadelphia, 1968
- Fourteenth supplement to the Check-list of the Birds of the West Indies (1956) , Academy of Natural Sciences of Philadelphia, 1969
- Native birds of Mt. Desert Island and Acadia National Park, Academy of Natural Sciences of Philadelphia, 1969
- Fifteenth supplement to the Check-list of the Birds of the West Indies (1956) , Academy of Natural Sciences of Philadelphia, 1970
- Native and winter resident birds of Tobago, Academy of Natural Sciences of Philadelphia, 1970
- Sixteenth supplement to the Check-list of the Birds of the West Indies (1956) , Academy of Natural Sciences of Philadelphia, 1971
- Seventeenth supplement to the Check-list of the Birds of the West Indies (1956) , Academy of Natural Sciences of Philadelphia, 1972
- Eighteenth supplement to the Check-list of the Birds of the West Indies (1956) , Academy of Natural Sciences of Philadelphia, 1973
- Nineteenth supplement to the Check-list of the Birds of the West Indies (1956) , Academy of Natural Sciences of Philadelphia, 1974
- Twentieth supplement to the Check-list of the Birds of the West Indies (1956) , Academy of Natural Sciences of Philadelphia, 1976
- Twenty-first supplement to the Check-list of the Birds of the West Indies (1956) , Academy of Natural Sciences of Philadelphia, 1977
- zusammen mit Annabelle Stockton Dod: A new race of Chat Tanager (Calyptophilus frugivorus) from the Dominican Republic, Notulae Naturae, Number 451, 1977, S. 1–4
- Twenty-second supplement to the Check-list of the Birds of the West Indies (1956) , Academy of Natural Sciences of Philadelphia, 1978
- Twenty-second supplement to the Check-list of the Birds of the West Indies (1956) , Academy of Natural Sciences of Philadelphia, 1978
- Twenty-third supplement to the Check-list of the Birds of the West Indies (1956) , Academy of Natural Sciences of Philadelphia, 1980
- Twenty-fourth supplement to the Check-list of the Birds of the West Indies (1956) , Academy of Natural Sciences of Philadelphia, 1982
- Twenty-fifth supplement to the Check-list of the Birds of the West Indies (1956) , Academy of Natural Sciences of Philadelphia, 1984